# ハンス・ミュラー＝クライ
ハンス・アルベルト・ミュラー＝クライ（Hans Albert Müller-Kray、1908年10月13日 - 1969年5月30日）は、ドイツ出身の指揮者。

## 経歴
1908年、エッセン東部に生まる。
フォルクヴァング芸術大学で学び、1932年にエッセンの市立歌劇場で練習指揮者の任に就いた。1934年にはヴェストファーレン州のミュンスター歌劇場の首席指揮者に転出した。1942年にはフランクフルト帝国放送のオーケストラの指揮者を務め、1945年から1948年までヴィースバーデン歌劇場の首席指揮者を歴任した。
1948年から南ドイツ放送交響楽団の初代首席指揮者を務めたが、1969年にシュトゥットガルトの放送スタジオ内で心不全のために急逝した。